# Lilla Övertjärnen
Lilla Övertjärnen är en sjö i Falu kommun i Dalarna och ingår i Dalälvens huvudavrinningsområde.